# Glen Lukens
Pour les articles homonymes, voir Lukens.
Glen William Lukens (1887-1967) est un céramiste, verrier et créateur de bijoux américain qui est né dans le Missouri. Il est surtout connu pour son travail novateur sur les émaux et ses contributions aux bijoux modernistes. Lukens a contribué à ouvrir la voie à la céramique contemporaine au titre de laquelle il fut reconnu et honoré. Il est aussi connu pour son enseignement. Lukens fut un membre influent du Pottery Movement et, dans les années 1930, remit en question les traditions de conception, de fonctionnalité et de décoration de l'industrie de la poterie américaine.

## Vie privée
Glen Lukens est né à Cowgill, dans le Missouri en 1887, puis a déménagé à Los Angeles en 1924 pour vivre et travailler. Il avait auparavant enseigné au lycée de Fullerton, en Californie, avant de devenir professeur à l'université du Sud de la Californie, où il a fondé le programme de céramique en 1933. il a enseigné le travail des métaux à l'école d'architecture. Il passa huit années de sa vie dans le désert des Mojaves à chercher des métaux alcalins qui pourraient l'aider à créer un nouveau glaçage bleu.

## Vie professionnelle
Lukens se concentrait principalement sur les émaux et les couleurs car il  utilisait des moules pour fabriquer ses corps en argile. Il a développé plusieurs nouveaux émaux et techniques, et fut un leader dans le travail avec de nouveaux modèles d'argile brute. Après avoir passé du temps dans le désert, Lukens a commencé à incorporer des textures grossières qui représentaient les différents éléments du désert, telles que du bois fossilisé, de l'argile et des formations rocheuses. Le public prit goût au travail de Lukens, en particulier pour ses vaisselles.
Il a ensuite passé quinze ans en tant qu'écrivain et illustrateur pour le magazine Popular Ceramics . Il fut également membre de l'Art Teachers Association of Southern California. Lukens a actuellement un prix en son nom ( Glen Lukens Award ) qui est décerné par la School of Fine Arts de l'Université de Californie du Sud.

## Techniques
- Défauts dans les émaux de surface
- Couleurs vives
- Contraste d'élégance avec spontanéité
- Surfaces brutes
- Dessins uniques
- Formes d'art expressives[3]